# لاس برلاناس
لاس برلاناس دهستانی در استان آبیلای اسپانیا است.
در این دهستان ۳۵۲ نفر زندگی می‌کنند. مساحت این دهستان ۱۶٫۷۲ کیلومتر مربع است.